# AADACL3
AADACL3 ‏ (Arylacetamide deacetylase-like 3) هوَ بروتين يُشَفر بواسطة جين AADACL3 في الإنسان.